# 波焦圣马尔切洛
波焦圣马尔切洛（義大利語：Poggio San Marcello），是意大利安科纳省的一个市镇。总面积13.52平方公里，人口758人，人口密度56.1人/平方公里（2009年）。ISTAT代码为042037。